# Horadiz
Horadiz (orm. Հորադիզ) – miasto w Azerbejdżanie, w rejonie Füzuli, leżące na lewym brzegu rzeki Araks, przy granicy z Iranem. 
W czasie wojny o Górski Karabach miasto było zajęte przez siły ormiańskie, które kontrolowały je od 23 października 1993 do 5 stycznia 1994. Po wyparciu Ormian przez wojsko azerskie Horadiz leży kilka kilometrów na wschód od linii zamrożonego frontu między Republiką Górskiego Karabachu a Azerbejdżanem. 23 października 2007 Horadiz dostało status miasta i stanowi tymczasową stolicę rejonu Füzuli, którego oficjalna stolica, miasto Füzuli, jest pod pełną kontrolą Republiki Górskiego Karabachu. Według danych szacunkowych na rok 2010 Horadiz liczy 2997 mieszkańców.